# Rajokri
Rajokri é uma vila no distrito de South West, no estado indiano de Deli.

## Demografia
Segundo o censo de 2001, Rajokri tinha uma população de 12 758 habitantes. Os indivíduos do sexo masculino constituem 56% da população e os do sexo feminino 44%. Rajokri tem uma taxa de literacia de 66%, superior à média nacional de 59,5%: a literacia no sexo masculino é de 73% e no sexo feminino é de 56%. Em Rajokri, 15% da população está abaixo dos 6 anos de idade.